# (467225) 2016 EY163
(467225) 2016 EY163 es un asteroide perteneciente al cinturón de asteroides, descubierto el 13 de enero de 1999 por el equipo Spacewatch desde el Observatorio Nacional de Kitt Peak (Arizona, Estados Unidos).